# SiOL
SiOL (Slovenija Online) je ponudnik internetnih storitev v Sloveniji od junija leta 1996 dalje, najprej kot poslovna enota Telekoma Slovenije, od leta 1999 dalje kot samostojno podjetje v 100% lasti Telekoma Slovenije, ki je bilo leta 2007 ukinjeno in vse njeno premoženje s kadrom vred znova integriralo v matično družbo, medtem ko je ime SiOL je ostala blagovna znamka na trgu. SIOL je leta 2001 kot prvi v Sloveniji ponudil širokopasovni dostop do interneta prek priključkov ADSL - to tehnologijo je sicer zagotavljal Telekom Slovenije kot lastnik telefonskega omrežja.

## Storitve
- SiOL Internet
- SiOL TV
- SiOL Telefonija
- Varen dom

### SiOL Internet
SiOL omogoča klicni, ADSL, VDSL in optični internet. 

Na ADSL tehnologiji ponujajo hitrosti med 1 M / 256 kbit/s in 10 M / 768 kbit/s, odvisno od ohranjenosti parice.

Na VDSL tehnologiji ponujajo hitrosti med 1M/1M in 10M/10M.

Na optični tehnologiji omogočajo hitrosti med 20M/20M in 100M/100M

### SiOL TV
Programska shema SiOL TV vključuje do 156 programov (Programski paket Mega z dodatki: Eksplozivni, HBO, HD, POP PLUS in PINK)
Septembra 2010 so predstavili nov TV komunikator (STB) - SiOL BOX.

### SiOL Telefonija
Je IP telefonija, ki omogoča brezplačne klice med uporabniki SiOL telefonije.

### Varen dom
Storitev, ki omogoča nadzorovanje doma na daljavo.